# Port de Madèra
Le port de Madèra  (en espagnol puerto de la Forqueta)  est un col de montagne pédestre des Pyrénées à 2 553 mètres d'altitude. Il est situé au sud de la commune Saint-Lary-Soulan dans le département des Hautes-Pyrénées, en Occitanie, et au nord-est de Bielsa dans la province de Huesca, en Aragon.
Il est situé sur la frontière franco-espagnole.
Il fait communiquer la vallée d'Aure côté français, via la vallée du Rioumajou avec la vallée de Chistau côté espagnol.

## Toponymie
En espagnol, madera signifie « bois », par contre madèra ne signifie rien et l’accent grave est inusité dans cette langue.

## Géographie
Le port de Madèra est encadré par la pène de Millarioux (2 659 m) au sud et le port de Cauarère (2 526 m) au nord.

## Protection environnementale
Le col fait partie d'une zone naturelle protégée, classée ZNIEFF de type 1 : haute vallée d'Aure en rive droite, de Barroude au col d'Azet.

## Voies d'accès
On y accède côté français, par le GR 105 qui part de Saint-Lary-Soulan et traverse toute la vallée du Rioumajou jusqu’à l'hospice du Rioumajou puis prendre le sentier le long du ruisseau de Cauarère. Côté espagnol, on y accède via la vallée de Chistau.